# Romodanivka, Lohvîțea
Romodanivka (în ucraineană Ромоданівка) este un sat în comuna Korsunivka din raionul Lohvîțea, regiunea Poltava, Ucraina.